# Engenharia metalúrgica

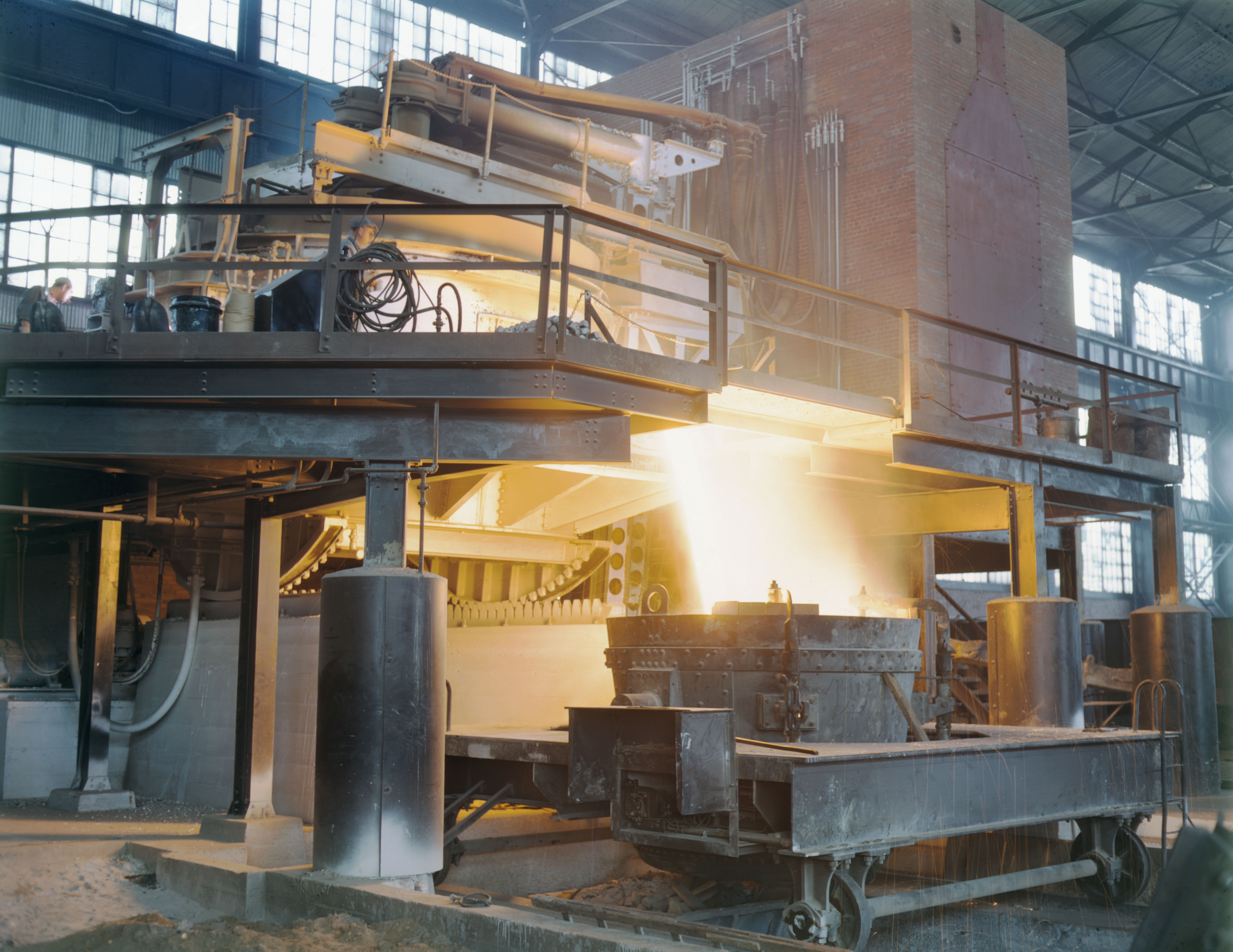
Forno Elétrico a Arco, o forno é inclinado para o vazamento do aço. A temperatura de vazamento é em torno de 1620º C

A Engenharia Metalúrgica é um ramo da engenharia de materiais direcionado ao estudo dos materiais metálicos, englobando as seguintes matérias, Tecnologia Mineral, Metalurgia Extrativa, Metalurgia Física e a Tecnologia Metalúrgica conforme constam no Anexo II da Resolução do CONFEA n.º 1.010/2005.
O engenheiro metalurgista é o profissional que desenvolve, executa e coordena, supervisiona os projetos de tratamento de minérios até a produção de metais, sendo responsável por todo processo que vai do beneficiamento de minérios, por sua transformação em ligas metálicas com propriedades físicas, químicas e metalúrgicas adaptadas a usos diversos, e estuda a utilização desses metais na confecção de máquinas, estruturas ou peças. Na indústria, determina a composição química dos metais e seu modo de industrialização. O engenheiro metalúrgico é também responsável pelo desenvolvimento de novas ligas metálicas, com propriedades físicas, químicas e metalúrgicas adaptadas a usos diversos.
A depender da ênfase, um engenheiro de materiais pode exercer as atividades de engenheiro metalurgista, devido esta ser considerada como parte da Engenharia de Materiais e muitos optam em assinar como metalurgistas, visto que é a área mais procurada entre os estudantes. Os alunos de engenharia devem estar sempre atentos ao fato de que as disciplinas cursadas vão influir diretamente em suas atribuições como engenheiros. Existem resoluções do CONFEA que regem esse assunto, atualmente existem duas resoluções do referido conselho para a especialidade de engenharia metalúrgica, a Resolução do CONFEA n.º 218/1973 (Art. 13) e a Resolução do CONFEA n. 1010/2005 (Anexo II, itens 1.3.5 a 1.3.8), sendo esta última a mais completa por questões dos constantes avanços tecnológicos. 

## O curso de Engenharia Metalúrgica
Os dois primeiros anos são de aulas básicas de cálculo, física e química, em dois turnos. Boa parte das disciplinas específicas, do 5º ao 10º semestre, ocorrem em laboratórios. Os estudantes se envolvem em pesquisas, projetos e trabalhos como a certificação de materiais e perícias. Professores e alunos estudam em dez áreas: metalurgia física, processamento mineral, siderurgia, estudos ambientais para metalurgia, fundição, processos eletroquímicos e corrosão, transformação mecânica, termodinâmica computacional e fundamentos de economia e administração.

## O mercado

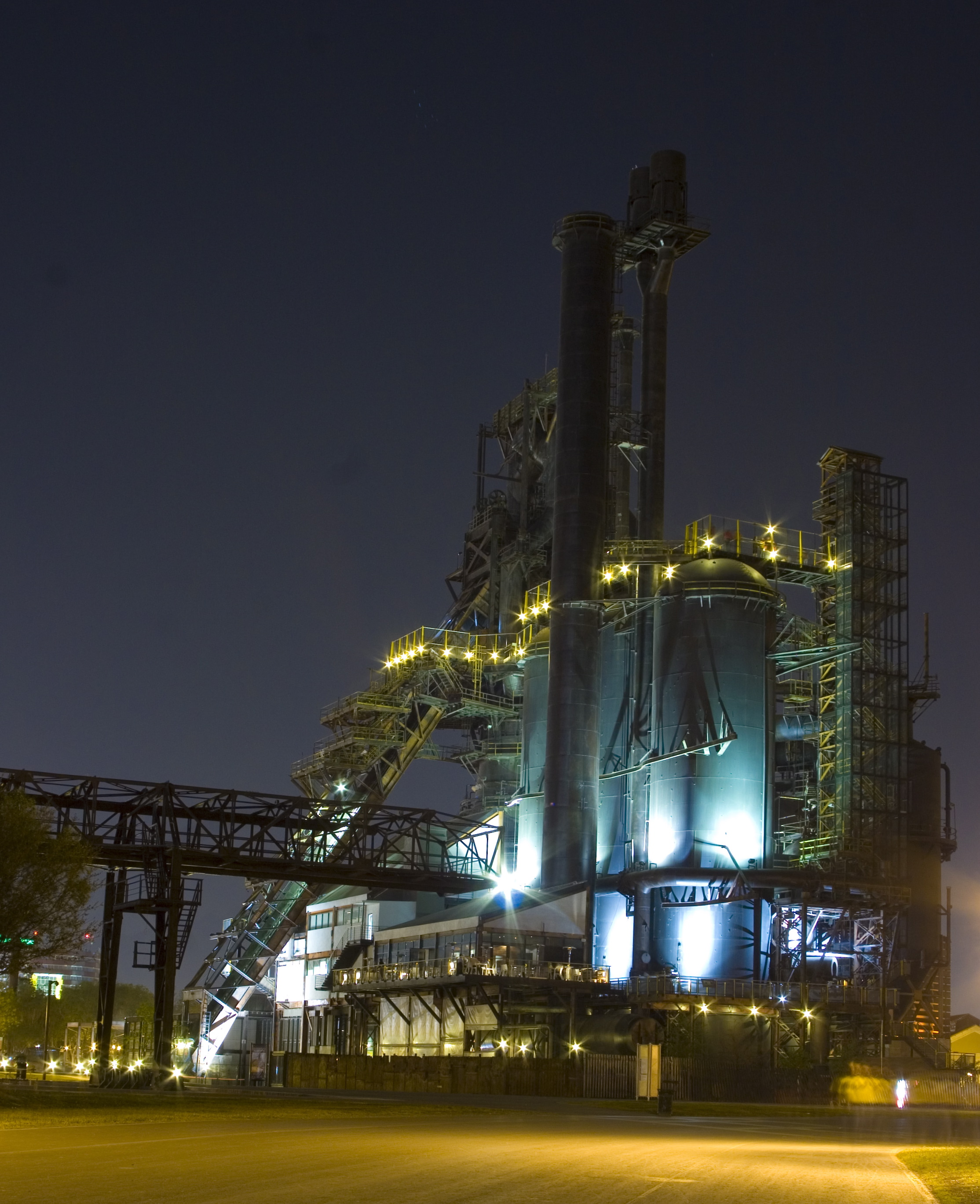
Uma antiga siderúrgica em Fundidora Park, Monterrey, México.

O mercado está aquecido para o profissional na metalurgia e da mineração, pois a demanda ainda é maior que a oferta de formados. Engenheiros metalúrgicos encontram boa chance de emprego em empresas dos setores mecânico, metalurgia de metais não ferrosos, automobilísticas, de mineração, de armamento, de base, áreas de extração mineral. Outro campo promissor está nas indústrias aeronáuticas e siderúrgicas. Em algumas empresas vem crescendo a tendência ao desenvolvimento de ligas metálicas e de novos materiais que atendam as exigências mercadológicas. De acordo com o Departamento Nacional de Produção Mineral (DNPM), o Brasil é o nono maior produtor e o 13º exportador mundial do aço. Novos investimentos garantem perspectivas positivas de emprego na área para os próximos dez anos. Nas mineradoras, especialmente as dos setores de alumínio e cobre, o profissional trabalha na área de metalurgia primária, que inclui a laminação e a fundição dos produtos. Os empregadores concentram-se principalmente em Minas Gerais, Rio de Janeiro, São Paulo, Espírito Santo, Rio Grande do Sul, Paraná, Bahia, Pernambuco, Ceará, Pará e Maranhão. Os engenheiros metalúrgicos também são requisitados em setores públicos, empresas de projetos e de consultoria, indústrias de autopeças, além de bancos para fazer análise de projetos e centros de pesquisa. Outro campo em crescimento é o do ensino, já que a tendência é de aumento no número de cursos oferecidos no país.
- Na siderurgia

O parque siderúrgico brasileiro compõe-se hoje de 27 usinas, administradas por oito grupos empresariais. São eles: Aperam South America, Gerdau, Companhia Siderúrgica Nacional (CSN), Arcelor Mittal, Companhia Siderúrgica do Pecém (CSP), Usiminas, Siderúrgica Norte Brasil(SINOBRAS), Vallourec, Villares Metals S.A e Votorantim Siderurgia. A privatização trouxe ao setor uma concorrência expressiva de capitais. Assim, muitas empresas produtoras ampliaram o interesse na siderurgia. O parque produtor brasileiro é novo e passa por um processo de atualização tecnológica. O parque metal-mecânico do Brasil está aquecido com novas unidades.
- Fora da siderurgia

A Petrobras é a empresa que mais contrata engenheiros metalúrgicos no país. Eles atuam em inspeção, pesquisa, dutos, refinarias e apoio nas plataformas. O profissional também trabalha em bioengenharia (uso de próteses para o corpo humano), controle ambiental e em processos de indústrias automobilísticas, mecânicas, instituições de ensino e pesquisa.
- Remuneração

O piso salarial do engenheiro é oito salários mínimos, variando de estado e por função exercida.
- Onde estudar

FEAMIG,IFMG,UEMG,FASAR, UFRGS, UFOP, UFC, UFF, UFMG, UFRJ, UEZO, USP, PUC-RJ, PUC-MG, IFES (antigo CEFET-ES), UENF, Mackenzie, Sociesc, UVV, UnilesteMG
A Universidade Federal do Sul e Sudeste do Pará (Unifesspa) oferece o curso de Engenharia de Materiais dando ênfase na área da Metalurgia. 
- Dica

Os laboratórios da faculdade funcionam como porta para o mercado. O aluno deve buscar oportunidades e caprichar no trabalho de conclusão.